# Pleomassaria holoschista
Pleomassaria holoschista är en svampart som tillhör divisionen sporsäcksvampar, och som först beskrevs av Miles Joseph Berkeley och Christopher Edmund Broome, och fick sitt nu gällande namn av Pier Andrea Saccardo. Pleomassaria holoschista ingår i släktet Pleomassaria, och familjen Pleomassariaceae. Arten är reproducerande i Sverige.